# 徽号
徽號，是後宮女性所使用的尊號，皇后除了極少數例子以外，一般不上徽號。

## 中國
后妃的徽號使用，隨著中國歷代後宮典制的演變，都有不同的變化。

### 明朝以前
在明清兩朝以前，嬪妃的稱號是將她的姓氏加上她的位號而成的，如唐朝唐玄宗寵妃—楊貴妃，她本姓楊，貴妃則是她在宮中的位號，她的姓氏後面加上她在宮中的位號即成為她的稱號。
明清兩朝以前，徽號的使用沒有很嚴密的規制，常常出現許多模稜兩可的稱號和徽號，如；
- 南朝宋文帝劉義隆之妃嬪沈容姬，為明帝劉彧之母；死後先後被追諡號為湘東國太妃及宣太后
- 后趙武帝石虎的皇后鄭櫻桃；被石虎加封為天王皇后，之後因其子石邃荒淫無道，鄭櫻桃受到牽連而被廢后位，並降之為東海太妃
- 北周宣帝的皇后朱滿月；曾被兒子北周靜帝尊為帝太后

### 明清两朝

#### 皇后
就理論上而言，後宮皇后只能有一位，因為已經地位極尊，所以皇后生前一般是不用上徽號區分的(皇后崩逝後，才需加上謚號)。
基本上，當皇后會被恭上徽號，有兩種狀況：
1. 皇后和繼任皇帝之間為平輩關係（大多是叔嫂關係），就因為是平輩，因而繼任皇帝的皇后嫂嫂，無法被尊為皇太后，而是由繼任皇帝上徽號，稱○○皇后，如；

| 朝代 | 皇后   | 徽號     | 謚號         | 丈夫                         |
| ---- | ------ | -------- | ------------ | ---------------------------- |
| 漢朝 | 张嫣   | 孝惠皇后 | 孝惠皇后     | 孝惠皇帝劉盈                 |
| 西晉 | 羊獻容 | 惠皇后   | 献文皇后     | 孝惠皇帝司馬衷、光文皇帝劉淵 |
| 北齊 | 李祖娥 | 昭信皇后 | —            | 文宣皇帝高洋                 |
| 北宋 | 宋氏   | 开宝皇后 | 孝章皇后     | 太祖皇帝趙匡胤               |
| 北宋 | 孟氏   | 元祐皇后 | 昭慈聖獻皇后 | 哲宗皇帝赵煦                 |
| 北宋 | 劉清菁 | 元符皇后 | 昭懷皇后     | 哲宗皇帝赵煦                 |

- 明朝；莊肅皇后、懿安皇后
- 清朝；嘉順皇后。

上述是明清兩朝的情況，而在明清兩朝以前，為了使先朝皇后和當朝皇后之間有所區別和，多會以大行皇帝的最後一個年號來稱呼該皇后。
- 還有一種情形皇后會擁有徽號，那就是亡國皇后、皇太后，或是被廢位的皇帝之皇后、皇太后，她們因為原本的國家亡覆（或是未改朝，但皇帝被廢位），在新執政者登基為帝時，如果她們未在戰亂中失蹤或被殺害，幾乎都會被新的君王加上徽號，有些甚至會被降級，皇后多被降為夫人、王太妃、或更低階的品級。而皇太后則多降為皇后，如；
  - 西漢漢平帝的皇后王氏；王氏是王莽之長女，在王莽竄漢建新朝后，她從原本的漢朝皇后改封為新朝的黃皇室主（王莽建制，改公主號為室主），之後在新朝覆亡時，她在未央宮中投火自盡而亡。
  - 東漢漢獻帝的皇后曹節；漢獻帝被迫退位後封為山陽公，其妻曹節也被降為山陽公夫人
  - 晉惠帝的皇后羊獻容；西晉滅亡後，她被前趙末帝立為皇后，並稱之為惠皇后
  - 蜀漢懷帝劉禪的皇后張氏；在劉禪遜位後，劉禪被降為安樂縣公，而張氏也被降為安陽縣夫人
  - 北齊文宣帝的皇后李祖娥；曾被加封為可賀敦皇后，之後因高演篡位為孝昭帝，又將之降為昭信皇后
  - 劉宋少帝的皇后司馬茂英；其夫劉義符被廢位後，她被降為營陽王妃，之後又改稱為南豐王太妃
  - 南朝宋明帝劉彧的皇后王貞風；在蕭道成竄朝建立南朝齊之後，將之降為汝陰王太妃。

此外，在元朝時期，皇后可以有十數位之多，眾皇后之間的等級和身分貴賤是以斡兒朵（宮帳）來區別，一座斡兒朵裡面會同時居住好幾位皇后和妃子，在眾多斡兒朵之中，是以第一斡兒朵中的第一皇后為所有皇后之尊。

#### 嬪妃
皇后以下的妃嬪眾多，皆以徽號區分辨別。(除了清朝的皇貴妃以外，因為只有一名以示尊貴，則不用加徽號區分，皇貴妃崩逝以後才加謚號)
- 明朝妃的号不再有严密的限制，妃嫔也会被赐予专属的徽號，是將寓意美好，吉祥等的徽號加在姓氏之後位號之前。如明世宗的妃子杜氏，杜氏的位號是妃，杜是她的娘家姓氏，而她的徽號則是康字，因此她在宮中的全稱為杜康妃。

- 明朝不同皇帝的妃嫔可以在同一时期使用完全相同的徽號，如明穆宗和其子明神宗都有姬妾王荣妃。明朝妃嫔若在皇帝之前去世，同一皇帝新封的妃嫔也可重复使用她用过的徽號，如明神宗的常顺妃去世后，又有李氏成为李顺妃。同一时期不同等级的妃嫔也可使用相同徽號，如嘉靖帝的文敬妃和李敬嫔。

- 清朝時，因後宮嬪妃等多為滿族或蒙古族人，這兩個民族所使用的姓氏即使音譯成漢字，仍然字數較多，因此無法像明朝一樣在姓氏後面在加上徽號和位號，所以清朝的嬪妃稱號，省去了嬪妃的姓氏，只在位號前加上徽號，如：光緒帝嬪妃珍妃和瑾妃，兩人姓他他拉氏，為同父異母的姊妹，入宮後皆受冊封為妃，而個別以珍字和瑾字為徽號。

- 一般來說，清朝時期的後宮妃嬪徽號皆為一字，而在她升級或降級後，雖然位號改變，但徽號多不變。但也有不少人在低階嬪妃晉升為中高階嬪妃時更改徽號，或是在晉升後才有徽號，尤其答應與常在有許多在史書上只以姓氏稱呼。

- 但也有部分姓氏字數較少的嬪妃，雖然有正式的徽號，但一般人們還是以她的姓氏加上位號做為她的稱呼，如清世祖寵妃—董鄂妃，在清史稿—后妃列傳中，她的徽號為賢字，位號為妃，所以如果依慣例，她應該被稱為賢妃而不是董鄂妃，但當她在宮中的同時，宮中還有一位她的親族董鄂氏，同樣的這另一位董鄂妃的位號也是妃，但她的徽號是貞字，因此後世為了將兩位董鄂妃有所區別，將這兩位董鄂氏個別依徽號稱之為董鄂賢妃和董鄂貞妃。

#### 太妃
當繼任皇帝登基之後，有部分前任皇帝的遺孀，能有幸的被尊封為太妃。
清朝一般在尊封前朝妃嬪為太妃的時候，多會一同加上徽號，而太妃的徽號一般多為兩字，如清朝光緒帝的妃子瑾妃，她在宣統朝被尊封為太妃，同時她的徽號是端康二字，因此她的全稱為端康皇贵太妃（可簡稱為端康太妃）。
而未被尊封為太妃的先朝嬪御，在新皇帝登基后，依然保有和使用她們原本的舊稱號，如清朝康熙帝的妃子定妃，她在康熙帝生前所冊封到最高階的位號只有妃，而她長壽地一直活到乾隆年間，這期間她除了被雍正帝尊封為皇考定妃之外，沒有更高階的尊封。

#### 皇太后
當女子成為皇太后時，大多是因她們的皇帝丈夫駕崩，因而被繼任的皇帝依之間的輩分關係及當時的局勢而被尊為皇太后，當被尊為皇太后時，繼任皇帝都會恭上徽號。
- 亡國（或被降級）皇太后
  - 西漢漢元帝的皇后王政君，王莽為其侄子，王莽篡漢建新朝，將當時已身為太皇太后的王政君改稱號為—新室文母太皇太后。
  - 西漢漢成帝的皇后趙飛燕；漢成帝駕崩後，她支持以漢哀帝繼位，因而在漢哀帝即位後被尊為皇太后，但漢哀帝駕崩後，她失去政治依靠，因而被降為孝成皇后，之後又降為庶人，最終自盡而亡。
  - 南宋宋理宗的皇后謝道清；南宋滅亡後，她曾抱著年僅五歲的宋恭帝向元朝大軍投降，之後被元朝降為壽春郡夫人，是中國歷史上亡國皇太后降級降得最低的一位，僅僅是一位郡夫人而已。

#### 太皇太后
一般而言，能夠成為太皇太后並非易事，因此中國歷朝所出現的太皇太后之人數並不多，而能夠成為太皇太后，在這之必先經過皇太后這一階級，因此待成為太皇太后時，並未再恭上新的徽號，而是在原本的皇太后徽號加上新字，如清朝開國皇帝清太宗之妃（同時也是清朝首位皇太后及太皇太后）—孝莊文皇后，她在順治朝被尊為皇太后，而一直到順治帝駕崩前，她所受尊封的徽號為—昭聖慈壽恭簡安懿章慶皇太后，之後在康熙朝，她被尊為太皇太后，並加新徽號為—昭聖慈壽恭簡安懿章慶敦惠太皇太后，此後一直到她死前，她所受尊封的徽號為—昭聖慈壽恭簡安懿章慶敦惠溫庄康和仁宣弘靖太皇太后。

#### 嫡庶之分
皇位的繼承，有時會因為皇帝非前任皇帝之皇后所生、乃為前朝嬪御所生，因而出現一朝兩太后並尊（或稱兩宮並尊）的情形，及一位是先朝皇后（繼任皇帝需認這位先朝皇后為嫡母），另一位為自己的生母（即大行皇帝的遺孀之一），這時，先朝皇后為嫡、皇帝生母為庶，因此在徽號和諡號的使用也有區別。
在清朝，兩宮並尊時的兩宮太后，會將；
先朝皇后為母后皇太后；庶出的繼位皇帝，需認先朝皇后為嫡母，因此稱母后
皇帝生母稱聖母皇太后；皇帝為天之子、是聖人，因此皇帝生母當然也是聖母
- 徽號

明朝宮制，繼位皇帝需尊先朝皇后為皇太后，但若是以庶出身份繼位的話（及先朝皇后非繼任皇帝生母，繼位皇帝生母乃先朝的普通嬪御），則將皇帝生母及先朝皇后並尊為皇太后，再為先朝皇后恭上徽號（皇帝生母無徽號），以區嫡庶。
不過在明神宗朝，因明神宗生母—明穆宗朝李貴妃並非皇后，而先朝皇后—陳皇后仍在，所以出現兩宮並尊的情形，原本神宗生母是無徽號的，但當時的太監馮保欲討神宗生母之歡心，因此和張居正連同，由張居正上奏章，請神宗為生母恭上徽號，之後神宗生母為慈聖皇太后、陳皇后為仁聖皇太后，從此皇太后徽號再也無嫡庶之分。
清朝時，兩宮並尊的皇太后，並沒有以徽號來區別兩宮太后之間的嫡庶。

## 朝鲜半岛

### 朝鲜王朝
古代朝鮮為中國附屬國，君主正妻只稱王妃而不稱后，過世後被追諡為王后，高宗宣佈獨立之後，追封先代王后為皇后。

#### 王妃
朝鮮王朝的王妃過世後被追諡為○○王后之外，也會上徽號、陵號，而且，每個字都有它的含意。例如定順王后，諡號是定順（純行不爽曰定, 和比于理曰順。），徽號是端良齊敬（守禮執義曰端, 中心敬事曰良, 執心克莊曰齊, 夙夜儆戒曰敬。）。

#### 嬪御
朝鮮王朝時期嬪御的正式稱號是位號再加上姓氏某氏，例如中宗的熙嬪洪氏、淑媛李氏，但有時在非正式文書中會先稱姓氏再加位號，如張禧嬪。
此外，除去嬪以外的其餘位號之女子沒有徽號，如李淑媛，李是她的姓氏，淑媛是位號。而嬪的徽號是由王妃所擬定的。

## 日本
日本後宮並沒有像朝鮮王朝或中國後宮一般，有完整的宮制在使用徽號，相反的，日本後宮眾后妃的稱號有著相當大的彈性。
1. 依照該后妃的出生地或籍貫以稱之，如高倉女御、堀河中宮。
2. 冠之以該后妃所居之殿舍名（但居住在內裏五舍的后妃則冠之以該舍的別稱），如弘徽殿女御、藤壺更衣。
3. 齋王后妃；這是一個比較特殊的情況，及該后妃在入宮前曾擔任過伊勢齋宮或賀茂齋院，因此在入宮之後，該后妃會被冠上齋王的名號，如齋院女御，齋王更衣。
4. 女院；在平安朝一條天皇時期創立了女院制之後，雖然這些女院已不再身在宮中，但當被人們提起時，都會以院號來稱呼。

在比較不正式的情況之下，為了將眾多的后妃有所區別，後人還是會直接稱呼該后妃的本名，或是先稱本名、再於名字後面加上位號（也有反過來的情形），如白河天皇中宮藤原賢子，就可被稱為賢子中宮或中宮賢子。

## 越南
越南阮朝國王的妻子在國王生前不能封后，只能封為妃嬪，由最高級的一階妃至第九級的才人（漢字：九階才人），有些亦有徽號。保大帝的正妻南芳皇后是第一位君主在位就封后的君主配偶。「南芳」就是她的徽號。